# 상명대학교
상명대학교(祥明大學校, Sangmyung University)는 대한민국의 사립 종합대학교이다. 서울특별시에 위치한 서울캠퍼스와 충청남도 천안시에 위치한 천안캠퍼스로 구성되어 있으며 이원화캠퍼스로 모두 본교이다.  1937년 상명여자고등기예학원 설립을 시작으로 1965년 상명여자사범대학이 개교하였다. 이후 1985년에 천안캠퍼스를 개설, 1987년에 종합대학으로 승격하여 상명여자대학교로 교명을 변경했고, 1996년에 남녀 공학으로 전환하며 상명대학교로 교명을 변경하였다.
상명대학교에는 총 10개의 단과대학이 있다. 서울캠퍼스에 인문사회과학대학 · 사범대학 · 경영경제대학 · 융합공과대학 · 예술문화대학, 천안캠퍼스에 디자인대학 · 예술대학 · 글로벌인문학부대학 · 융합기술대학 · 공과대학이 있다. 대학원은 일반대학원 · 교육대학원 · 복지상담대학원 · 경영대학원 · 문화기술대학원 · 예술디자인대학원이 있다. 양 캠퍼스는 각각 인문사회∙과학과 예술∙공학계열 학제로 구성되어 있다. 약칭으로 Sangmyung University의 이니셜인 SMU를 사용한다. 

## 연혁
- 1937년 12월 1일[1] 상명여자고등기예학원 설립
- 1939년 2월 28일 상명실천여학교로 교명 변경
- 1945년 7월 15일 재단법인 상명학원 설립
- 1965년 3월 5일 상명여자사범대학 개교
- 1966년 2월 12일 부속초등학교, 부속유치원인가
- 1966년 11월 17일 부속여자중학교 설립 인가
- 1966년 12월 29일 부속여자고등학교 설립 인가
- 1983년 3월 1일 사범대학에서 일반대학으로 전환, 상명여자대학으로 교명 변경
- 1985년 3월 1일 캠퍼스 일부 이전 및 천안캠퍼스 개설
- 1986년 11월 6일 종합대학으로 승격, 상명여자대학교로 교명 변경
- 1996년 3월 1일 남녀 공학으로 전환, 상명대학교로 교명 변경
- 2011년 : 교육과학기술부 선정 정부재정지원제한대학[2]

## 역대 총장 및 이사장

### 상명학원 이사장
제 1대 조동식(1954년 7월 ~ 1970년 4월)
제 2대 김영훈(1970년 4월 ~ 1973년 3월)
제 3대 신봉조(1973년 3월 ~ 1980년 10월)
제 4대 배상명(1980년 4월 ~ 1986년 1월)
제 5대 이준방(1986년 1월 ~ 1987년 3월)
제 6대 곽종원(1987년 3월 ~ 1989년 1월)
제 7대 문남식(1989년 1월 ~ 1989년 6월)
제 8대 방정복(1989년 6월 ~ 1991년 3월)
제 9대 신봉조(1991년 3월 ~ 1992년 12월)
제 10대 이준방(1992년 12월 ~ 2021년 11월)
제 11대 구기헌(2021년 11월 ~ 2022년 3월)
제 12대 강태범(2022년 3월 ~ )

### 상명대학교 총장
제 1대 방정복(1987년 3월 ~ 1988년 11월)
제 2대 김양수(1988년 11월 ~ 1991년 4월)
제 3대 방정복(1991년 4월 ~ 1995년 4월)
제 4대 방정복(1995년 4월 ~ 1999년 3월)
제 5대 방정복(1999년 4월 ~ 1999년 9월)
제 6대 서명덕(1999년 11월 ~ 2003년 11월)
제 7대 서명덕(2003년 11월 ~ 2008년 4월)
제 8대 이현청(2008년 4월 ~ 2011년 9월)
제 9대 강태범(2011년 9월 ~ 2013년 9월)
제 10대 구기헌(2013년 9월 ~ 2017년 9월)
제 11대 백웅기(2017년 9월 ~ 2021년 9월)
제 12대 홍성태(2021년 9월 ~ )

## 위치
- 서울캠퍼스: 서울특별시 종로구 홍지문2길 20
- 천안캠퍼스: 충청남도 천안시 동남구 상명대길 31
- 평창동캠퍼스 (서울캠퍼스 생활관 · 상명대학교 박물관): 서울특별시 종로구 세검정로 433
- 동숭동캠퍼스 (예술디자인센터 · 예술디자인대학원): 서울특별시 종로구 동숭동길 1-38
- 상명수련원: 충청남도 보령시 석서1길 59번지

## 캠퍼스 시설

### 서울캠퍼스
서울캠퍼스는 언덕이 유명할 정도로 학교부지가 경사로 이루어져 있으며 경사로 인해 밀레니엄관 옆에 에스컬레이터가 설치되어있다. 인근에 역사유적지인 세검정과 자하문이 있기 때문에 세검정 교정, 자하 교정이라고도 불린다. 서울캠퍼스에 가는 길에 기숙사인 상명행복생활관이 있다.

#### 식당시설
3곳의 식당 시설이 있다. 학생 및 교직원 식당 1곳, 식품영양학과에서 운영하는 식당 1곳, 카페 시설 2곳이다. 학생 및 교직원 식당 1곳은 미래백년관 5층에 위치한다. 카페 시설은 블루포트와 KB카페드림이 있다. 블루포트는 미래백년관 지하 1층에 위치하며 KB카페드림은 중앙교수회관 1층에 위치한다.

### 천안캠퍼스
천안캠퍼스는 제9회 자연환경대상공모전에서 우수상을 받았으며 캠퍼스내에는 무대미술학과와 산업디자인학과의 학생과 교수들이 제작한 독도 조형물이 설치되어 있다.

#### 식당시설
5곳의 식당 시설이 있다. 학생 식당 1곳,  학생 및 교직원 식당 1곳, 카페 시설 3곳이 있다. 학생 식당은 학생회관 1층에 위치하고 있으며, 학생 및 교직원 식당은 한누리관 9층에 위치하고 있다. 카페 시설은 현재(2017) 팬도로시, 일반카페가 입점하고 있으며 학생생활관 2층(일반카페), 디자인대학관 1층・2층(팬도로시), 한누리관 1층(팬도로시)가 위치한다.

#### 편의/복지 시설
금융관련 시설로는 우리은행, 국민은행, 우체국 등 총 3개의 ATM이 있다. 복지 시설은 학생회관에 안경점, 미용실, 기념품점, 문구점이 있다. 기타시설로는 편의점 3곳, 복사실, 화방, 휴식터 등이 있으며 편의점은 계당관 1층 (세븐일레븐), 상록관 1층(CU), 학생생활관 2층(세븐일레븐)에 위치하고, 복사실은 학술정보관 2층, 화방은 디자인대학관 1층, 휴식터는 학술정보관, 송백관,독도조형물, 학생회관, 한누리관, 디자인대학관 등등 캠퍼스 곳곳에 위치하고 있다.

### 평창동캠퍼스
평창동캠퍼스는 서울특별시 종로구 평창동에 위치하며 상명대학교 박물관과 서울캠퍼스 학생생활관인 스뮤하우스(SMU HOUSE)가 있다.

### 동숭동캠퍼스
동숭동캠퍼스(예술디자인센터)는 2001년 학산기술도서관을 인수하여 개설하였다. 현재 이곳은 예술디자인대학원의 건물로 사용되고 있으며, 예술·디자인 계열 학생들의 졸업전시회나 상명대학교가 지원하는 전시회의 장소로도 사용되고 있다. 또한 캠퍼스내의 상명아트홀에서는 다양한 연극 공연이 이뤄지고 있다.

## 교육편제

### 학제 구성
상명대학교는 캠퍼스간 학제가 이원화되어 있다. 캠퍼스간 전과 및 복수전공, 전공, 교양수업, 계절학기 수강이 가능하다. (해당 캠퍼스에서 각각 졸업요건을 충족한 학생이 다른 캠퍼스 전공 중에서 제2, 3전공을 선택해 학위를 취득할 수 있다. 캠퍼스 간 전과도 동일계열 전공으로 가능)

### 학부
10개 단과대학으로 구성되어 있으며 2015년 기준 학생정원(괄호는 재학생)은 총 11,286명(13,113명)이다. 계열별로는 인문∙사회계열 4,170명(5,261명), 예∙체능계열 3,556명(3,865명), 자연과학계열 2,148명(2,471명), 공학계열 1,455명(1,515명) 순으로 구성되어있다. 

#### 개편된 교육편제(2018년)
※ 융합공과대학 전기전자컴퓨터학부는 공학교육인증제도가 실시되고 있다.

## 상명대학교 총학생회

#### 서울캠퍼스
현재(2024) 서울캠퍼스에는 총학생회가 구성되어 있지않다.

#### 천안캠퍼스
2020년 위드 총학생회가 있었지만 부정적 여론 형성으로 인해 2021년 투표에서 대부분의 학생이 보이콧을 하는 경향을 보였다. 따라서 현재(2021년 기준) 총학생회 부재 상태로 있다. (2021)

## 상명대학교 체육단
현재 상명대학교 소속의 체육단은 농구, 태권도, 사격 3개 종목이 있다. 태권도단은 서울캠퍼스를 근거지로, 농구단과 사격단은 천안캠퍼스를 근거지로 하고 있다.

## 국제교류

##### 자매 결연 대학
- 중화권: Minzu University of China(중국), National taiwan University of Arts(대만) 등 109개 대학
- 일본: Ritsumeikan University 등 15개 대학
- 아시아(중화권, 일본 제외): University of Delhi(인도) 등 71개 대학
- 유럽 : Northumbria University, University of Manchester(영국) 등 6개국 27개 대학
- 북중미 : 미국 뉴욕주립대 (Stony Brook), School of Visual Arts 등 3개국 59개 대학
- 오세아니아, 아프리카 : RMIT 등 호주 3개 대학, 아프리카 4개국 5개 대학

## 마스코트
수뭉이
수뭉이는 상명대학교 캐릭터 공모전에서 선정된 캐릭터로 상명대학교의 상징 동물인 사슴을 바탕으로 만들어졌다. 수뭉이의 뿔은 상명의 'ㅅ'과 'ㅁ'을 표현한 부분이 '수무'로 보인다고 하여 캐릭터의 동글동글한 외형을 반영해 'ㅇ' 받침을 추가했다. 수뭉이는 상명대학교 불어교육과 14학번 학생이 대학생 전용 애플리케이션 에브리타임을 통해 이름을 추천받아 정했다. 창작자는 수뭉이를 통해 상명대학교 이미지를 제고하고 대외적으로 더 많이 알릴 수 있는 홍보활동을 해보고 싶다고 한다. 
인터뷰 전문: 